# Frankenstein (bande dessinée)
Pour les articles homonymes, voir Frankenstein.
Frankenstein est une série de bande dessinée adaptée du roman éponyme de Mary Shelley. Elle est réalisée par Marion Mousse, assisté aux couleurs de Marie Galopin.
Marion Mousse se détache de l'imagerie popularisée par les films, principalement celui de 1931 avec Boris Karloff, pour revenir au texte lui-même. Le ton en est ainsi parfois « plus romantique que fantastique. »

## Réception critique
Pour Jean-Claude Loiseau de Télérama, Marion Mousse crée un « récit d'une belle densité visuelle, et avec un remarquable sens du découpage » dans lequel « le noir devient, scène après scène, une couleur quasi magique quand il est maîtrisé comme ici : oppressant, obsessionnel, d'une éblouissante intensité, il rend palpable le mystère d'une aventure humaine crépusculaire, plus romantique que fantastique, plus tragique qu'horrifique. »
Pour Laurent Boileau d'Actua BD, « Marion Mousse a su donner à son adaptation les allures d’une tragédie grecque que le titre du roman de Mary Shelley sous-entendait (Frankenstein ou Le Prométhée moderne). »
Pour G. Colié de BD Gest', l'adaptation bénéficie « du dessin puissant et racé d’un auteur en pleine confiance. Naviguant quelque part entre Blutch et Peeters, le style de Mousse sert à merveille cette sombre histoire, mystique et désenchantée. »

## Albums
La série est publiée chez Delcourt dans la collection Ex-Libris.
- Volume 1, publication en juin 2007,  (ISBN 2-7560-0475-8), 46 pages.
- Volume 2, publication le 23 janvier 2008,  (ISBN 978-2-7560-1100-4), 46 pages.
- Volume 3, publication le 27 août 2008,  (ISBN 978-2-7560-1099-1), 46 pages.

Une intégrale a été publiée le 2 novembre 2018, toujours dans la collection Ex-Librix  (ISBN 978-2-413-01065-4).